# Новоолексиивка
Новоолексиивка (на украински: Новоолексіївка) е селище от градски тип в Южна Украйна, Генически район на Херсонска област. Основано е през 1874 година. Населението му е около 10227 души.